# Karskie
Karskie  [ˈkarskʲɛ] est un village polonais de la gmina de Repki dans le powiat de Sokołów et dans la voïvodie de Mazovie, au centre-est de la Pologne.
Il est situé à environ 7 kilomètres à l'est de Repki, 17 kilomètres à l'est de Sokołów Podlaski et à 103 kilomètres à l'est de Varsovie.